# Болеслав V Стидљиви
Болеслав V Стидљиви (пољ. Bolesław V Wstydliwy; Стари Корчен, 21. јун 1226 — Краков, 7. децембар 1279), велики војвода Малопољске (1243—1279). Отац му је био Лешко I Бели, а мајка Гремислава од Луцка. Болеслав је био умерен, милостив и великодушан. Био је ватрен католик, добротвор и волео је витештво.

## Владавина под регентством

### Долазак на власт
Отац му је умро 24. новембра 1227. године, на сабору у Гасави, којим је хтео да Великопољској отме неке територије, па је уместо двогодишњег Болеслава, Малопољском завладао Владислав III Ласконоги, велики непријатељ Болеславовог оца Лешка, али Владислав је збачен у 5. маја 1228. године, уговором из Калиша, па Болеслав осваја Краков, али Конрад Пјаст напада Краков и бива поражен. После тога, још истог дана, одржан је државни сабор у Вислици. Тада је за Болеслављевог регента именован Хенрик I Брадати, његов стриц и усвојитељ, који је почетком 1229. године чак заробио Конрада. Поред Хенрика, Болеслављеви регенти су били и други његови рођаци.

### Борба са узурпаторима
Хенрик тада склапа договор из Виерзбице са Конрадом, коме, по договору, предаје Плоцк, земљу Сиерадз и Сандомјеж, док Болеслав добија све тариторије иза Вислице. 13. маја 1229/1230. године Хенрик осваја Ополу. После тога су се Болеслав и Хенрик почели ослањати на цркву.
Потом 1230. године долази до снажних реформа и уведен је у оптицај нов новац.
После тога у пролеће 1231. године долази до мира између Хенрика и Владислава и они заједно нападају Великопољску, али су у априлу, после продора до Рациборзе, поражени под Гњезном. Потом Владислав умире 18. августа и Хенрик га наслеђује. Због тога незадовољни Конрад у септембру креће ка Кракову, али је поражен под Стеном у октобру. Болеслав је 1232. године добио Сандомјеж, а после тога је, у јесен, Конрад покорен. После тога 31. октобра Конрад је признао Болеслава за свог врховног владара и вратио му Сандомјеж без Жернаве и Скшина. Тада је Болеслав прешао у Сандомјеж.

### У заробљеништву
Конрад Пјаст је искористио прилику и почетком 1233. године, на једном састанку, заробио Болеслава, са мајком, којој су тада опљачкане све драгоцености, поред тога је и шамарана физички злостављана и бичевана. Потом су утамничени у Черски замак и одатле га, захваљујући Владиславу Великопољском, преместио Суцухув, на Висли. Хенрик је због тога послао Климента од Рушче и бенедиктанског бискупа Николу од Галија, да ослободе Болеслава, али то није успело. Болеслав се ипак успео спасити, тако што се правио да је болестан, па га је Конрад пустио.
Папа је због тога 23. децембра 1233. године због тога издао булу против Конрада.

### Даље учвршћивање централне власти
У јулу или августу Хенрик, је са својим сином Хенриком Побожним покушао да освоји Калиш, али је поражен. После тога склопљен је мир са Конрадом Пјастом 2. октобра у Хлему, тим миром Хенрик је престао да влада у доњој Лужици. Рат је ипак обновљен у пролеће следеће године, али је у августу 1234. године склопљен мир из Луцка на Варти, којим је Болеславу потврђен Сандомјеж и Хенрик је добио неке територије, а папа је тај мир потврдио у јулу 1235. године. 22. септембра склопљен је споразум са великопољском, која се одриче Пиздрске, Калиша, Познања, Срецке, Руцкиа и Сантоке, као и замка Биечова, двораца Срема и Бнина. Тада је од Хенрика, Болеслав добио неколико двораца у Сандомјежу.
Дана 22. септембра је почела експедиција против Барнија од Помераније у којој је до зиме освојене области цедаинска и киниецка.
Године 1235. Конрад је у знак протеста због мира напао Сандомјеж и Болеславу отео град Радом.

### Рат против Великопољске
Великопољски витез Борживој је уз подршку бискупа Павла Познањског пљачкао погранична села и дошао до града Срема, где га је Павле желећи да покаже да не подржава Борживоја анатемисао. Борживоје је и поред те анатеме, због подмићивања стражара и панике међу градском посадом, освојио град и убио његовог гувернера. Када је Владислав Великопољски сазнао за то он га је дао погубити.
Ипак Хенрик је бацио сву кривицу на Владислава, па га је Хенрик напао и опсео Гњезно, коју је бранила ветеранска посада, уз подршку Саксонсије. Хенрик је у овој бици до ногу потучен и протеран са Великопољских територија и вратио се у Шлезију.
У пролеће 1237. године Хенрик поново објављује рат Великопољској у коме губи дворац Побзин, али добија области Лацки и Гиец.

### Реформе
За време Болеслављеве владавине, под регентством, одржана су укупнно три државна сабора, да би се реформисала држава. То су били
- 5. маја 1228. године у Вислици, када је Владислав Ласконоги абдицирао и Хенрик Брадати преузео власт,
- јесени 1234. године у Чарновасију,
- 2. јула 1236. године у Данкову, где је град Радомски предат Конраду I Мазовском.

Поред тога одржавани су и конгреси, којима су се одређивале границе између феудалаца. То су били:
- 1229. године у Виерзбици,
- октобра 1230. године у Скаризеву, одржан против Конрада Мазовског

У Малопољској је поред тога појављује нови закони, права Либека 1237. године и права Срецки 1235. године.

### Односи са црквом
У јесен 1234. године су почели сукоби између Хенрика и бискупа Томаса I на државном сабору у Чарновасију, али ипак одржавани су добри односи између Хенрика и папе, које Хенрик и Болеслав нису смели да кваре. Врхунац сукоба достигнут је 1238. године када је Томас анатемисао Хенрика.

### Јачање немачког утицаја
За Болеслављеве владе, под регентством утицај Немаца у Пољској постао је насумљиво већи, јер им је припао Новгород на Квиси почетком 1233. године, Олави у јесен 1233. године, Разиборз почетком 1235. године, а и сама Шлезија крајем 1235. године.

### Хенрикова смрт
Године 19. марта 1238. године Хенрик је умро од крактотрајне болести у граду Кросну. На власти га је наследио син Хенрик II Побожни. Болеслав је тада збачен с власти у Малопољској и краљ је постао Хенрик Побожни, али Болеслав је наставио владати у Сендомјежу.

## Болеслав као самостални владар Сандомјежа

### Почетак владавине
1238/1239. године, Болеслав је прогласио отцепљење Сандомјежа.

### Брак
У 1239. Болеславсе оженио кћерком краља Угарске, Беле IV Арпада, Кунигвидом.

### Прва Монголска најезда
У јануару 1241. године, изванредном брзином Бату-кан долази до Пољске и пустоши два насеља у то време у Пољској, град Лублин и Завихост и суседне округе и земљишта, заробљававши и мушкарце и жене, пољске и русинске народности. Пошто су пољске реке Буг и Висла биле залеђене Монголи (Татари) под вођством генерала Бајдара и Кадан, сина великог кана, стижу до Сандомјежа, тесно опседајући град са свих страна. Пошто су га освојили, 13. фебруара, Татари су убили градског бискупа, све свештенике калуђере и ђаконе, као и цистерцитске монахе и све људе и жене који су бранили град. Поклани су и старци и деца, док се само неколико људи спасило.
Татари су тада продрли до града Поланиеца, на Чарној реци, и поставили су логор у селу Турско-Велке, када их је напао Владимир, војвода Кракова са 1 500 витезова, који су дошли у помоћ Сандомјежу. У бици су за дивну чудо Владимирови људи побили чак 1 000 Татара! Та шачица је ипак на крају, ипак, поражена и побијено је 800 пољских витезова, док се Владимир спасао.
За време тих борби Болеслав је већ, са породицом, био побегао у Краков, што је потпуно скрхало његов ауторитет.
Татари су кад су добили појачање наставили продор, и то им је циљ био Краков, престолница Малопољске. 8. марта Бајдаова коњица је наишла на жесток отпор код града Хмјелњика, који је бранио Владимир и војвода Сандомјежа, Пакослава, уз које је било само неколико хиљада људи. У Пољској војсци је било много жртава, а међу њима су били Владимир и Пакослав, али мали део војске је преживео.
Сутрадан су Пољаци претрпели још један пораз код Тарзкова.

### Реформе
Болеслав је и за време владавине Сандомјежом одржаво само један конгрес; конгрес у Прзедборзу, 9. јула 1239. године, против Конрада Мазовског.

## Егзил
18/28. марта Болеслав је, са својом мајком и супругом, побегао у Угарску, своме тасту, али када је сазнао да ни у Угарској због Монголских насртаја није безбедно побегао је у Моравску.

## Владавина

### Долазак на власт
Године 1243. године војвода Ополе, Мстислав, војводе Познања, Пшемисл, Литванци и Татари су саветовали Конрада да нападне Сандомјеж, који је Болеслав у међувремену повратио.
Конрад је међутим када је напао био поражен 25. маја код Суходоља, од стране Климента од Рушче, и морао је да напусти земљу, а Болеслав је освојио Краков.
После те победе Болеслав је, 30. маја 1244. године сазвао конгрес у Чаборзу да би смањио моћ племства.
Конрад је желео освету, па је скупио мноштво Литванаца и наао

### Односи са Растиславом Михајловичем
Болеслав је 1245. године подржавао Растислава Михајловича да се домогне кнежевине Халицки, али је поражен под Јарославом 17. августа и био присиљен на мир у Ленчици.

### Конрадов пуч
Посрамљен поразом, Конрад је желео освету, па је скупио мноштво Литванаца и почетком 1246. године напао Малопољску и после Болеслављевог пораза код Зарушова и његовог бега, он је отпочео покољ популације Малопољске.
Конрад је са сином Казимиром Кујавским од Ленчице и Мстиславом Ополским почео харати Краковску околину. Том приликом је освојио, за одбрану неспреман замак, који се налазио на ушћу Рудаве у Вислу, а касније и други замак, који се налазио на обали Висле, код манастира Тиниеца. Замак Лелов, међутим, Мстислав узима под закуп. Конрада је у последњи час поразио Болеслав на опсади његовог замка у Кракову, али то није смањило Конрадову моћ у Малопољској.
Ипак је, када је Конрад повукао у Мазовију, све пропало, јер је Болеслав освојио онај замак код Тиниеца, док се онај на ушћу предаје, јер су се његови витезови плашили да ће их Болеслав масакрирати, као оне у Тиниецу. Да би се повећала моћ великог војводе одржан је конгрес у Бобинији 15. јула. Око 20. октобра 1246. године умро је Мјешко II Дебели, заповедник Лелова и Болеслав је завладао тим замком.

### Експедиција против Татара
Године 1248. Земовит I Мазоски је покренуо експедицију против Татара, који је подржавао сам Болеслав, али експедиција се неславно завршила следеће године. Земовит је тим походом изгубио мноштво војника, па га је, са супругом заробио Казимир Кујавски.
Татари су се, међутим, осветили 1256. године, када су напали Малопољску, али су на крају били поражени.
После тога је 2. марта 1257. године одржан конгрес у Корчену између Земовита и Казимира, којим се највише користио сам Болеслав, који је освојио земљу Садецки, али због тога га је 1260. године напао разјарени Казимир и освојио замак Лелов, па је 12. децембра на конгресу у Прздеборзу дошло до мира.

### Со код Бохње
Године 1251. године, у близини Бохње су откривене наслаге камене соли. Због тог открића град Бохња је 27. фебруара 1253. године добио неке привилегије.

### Сукоби са Бохемијом
Болеслав је јуна или јула 1253. године, са Владиславом Ополским и Лавом Данијеловичем Халицким, опљачкао околину Бохемијске Опаве, у знак подршке Угарској војсци, која је нападала Бохемијску Аустрију.
Болеслав није нападо сам град, али га је нападао Владислав, који је у два окршаја, колико их је укупно било, поражен. После тога, савезници су опсели град Глубчуце, али су и ту поражени.
У јуну и јулу 1260. године Болеслав је у савезу са Угарском нападао Бохемију, али је 12. јула поражен у бици код Кресенбруна.
Измирио се са Бохемијом тек 1377. године, када је повукао војску из Опаве, и у знак захвалности, краљ Бохемије се заузео за Пољаке код краља Римљана тј. немачког краља.

### Односи са црквом
Дана 28. августа 1252. године, на конгресу у Огледову је Болеслављева мајка унапредила Краковску бискупију, чији је бискуп Станислав, канонизован од стране папе 17. септембра 1253. године. 8. маја 1254. године је због тога одржана једна велика прослава у Кракову, после које су на сабору у Чаборзу 18. јуна, Светом Станиславу и Краковској бискупији признате многе привилегије, које су допуњене на конгресу у Завихосту (17—18. априла 1255), и још више допуњене на сабору у Бешову 5. септембра, уз помоћ Болеслављеве сестре Саломее. На сабору у Ленчици је 1257. године донето одобрење бискупима да свако ко оспори њихову власт мора бити екскомунициран. Нове привилегије, цркви, су одобрене на сабору у Сандомјежу (11—13. јуна 1258).

### Експедиција против Ленчице
Са Болеславом Великопољским и Лавом Данијеловичем, Болеслав Стидљиви је, 29. септембра 1259. године, кренуо у помоћ Зимовиту Мазовском, против Казимира Кујавског. Ова војска је у овом походу опљачкала и спалила област Ленчицу и 6. октобра се повукла натраг.
После те акције дошло је до рата између Лава и Болеслава Стидљивог, који се завршио миром крајем 1262. године.

### Друга Монголска најезда
Дана 30. новембра 1259. године два татарска (монголска) генерала — Бурундај и Берке-кан су напали Пољску и опљачкали Завихост и Битом. Војска од 30.000 људи, у којој је било Татара, Пруса, Русина и Кимана, је 2. фебруара 1260. године опљачкала и спалила град Сандомјеж и у катедрали Светог Јакова је побила 48 Доминиканаца.
Болеслава је тада због тог пада обузело велико жаљење, поред тога жалио је и што за седамнаест година није могао да се спреми за нову инвазију, па је, са супругом, побегао у Угарску (по неким историчарим, Болеслав је побегао у земљу Сиерадз), поверавајући Клименту од Рушче одбрану Кракова. Овај краљев бег је потпуно скрхао његов ауторитет.
Након спајања Бураундајеве и Беркејеве војске 12. фебруара, Татари су спалили Лублин, и спалили и опљачкали Краков, али сам Болеслављев замак нису могли освојити, јер га је бранило 3 000 коњаника и 6 000 пешадинаца, од којих је већина изгинула, док је татарска војска имала мало губитака. Већ до фебруара 1260. године, цела Татарска војска је напустила Малопољску, а Болеслав се вратио у напаћену земљу.

### Освета над Татарима
Јуна 1264. године, Болеслав је покренуо у рат против Татара да обнови своје старе поседе и 14. јуна је у борби код Кракова погинуо сам татарски кнез Комат, чији су поседи потом анексирани.

### Литванске инвазије
Године 1265. Литванци и Русини, предвођени кнезовима Шварном и Василкием су заједно напали Малопољску и опљачкали области Скаризев, Тарчку, Вислицу, Хелм, Бјалу, Лублин и Червјењу. После дуго времена 1266. године Пољаци су кренули у контраофанзиву и напали су Белз, а 19. јуна разбили Шварноа код Врата.
После тога Болеслав, је када се вратио из мартовске посете угарском краљу и склопио мир и са Русинима и са Татарима.
Потом је у јулу 1273. године, дошло до новог Литванског напада, и Лешко је, из освете, напао Литванију у децембру.
Литванци нису научили лекцију, па су, 1278. године поново напали Лублин и Лешко их је поразио у бици код Лукува.

### Рат против Владислава Ополског
У априлу 1271. године, Болеслав је кренуо на Војводство Ополу и похарао село Зарисце. 6. априла 1272. године умро је угарски краљ Иштван V Арпад и Болеслав је збо тога прекинуо савезништво са Угарском.

#### Побуна против Болеслава
Моћно племство је желело да се прекине рат између Болеслава и Ополе, па је 1273. године дигло побуну, али циљ руље се после неког времена променио, па им је циљ постао да Владислава доведу на власт у слабијенасаљеним, али важним местима: Кракову и Сандомјежу, јер су веровали да је Болеслав на самрти, а није им одговарало да њихов нови господар буде Лешко Црни, кога је Болеслав усвојио.
Већина побуњеника није хтела да иде у борби из страха од Болеслављеве освете. Они су дошли до селоског манастира Богуцин где су 2. јуна, у петак, били тешко поражени од стране Болеслава у изузетно жестокој и крвавој бици. После тога Болеслав је продро до Ополе.

#### Поход против Ополе
Дана 28. октобра 1273. године Болеслав је, са Конрадом Мазовским, Лешком и Болеславом Побожним, кнезом Великопољске, напао Ополу. Током тог похода савезнци су извршавали препаде сејући хаос и спалили сву његову област до Ополе, Козла и Одре, где је погинуло много људи. Војска потом опседа Ополу, али се због олује повлачи после пљачкања предграђа. После олује, војска је Кренула ка Козли и Рациборзи и цео поход се завршио у новембру, али је поред свих пљачкања и исцрпео Пољску. Потом у децембру долази до савезничког пљачкања Судавије.

#### Мир
Године 1274. Болеслав је склопио мир са Ополом, којим Владислав одустаје од владања Краковом и Болеславу враћа Чрзановску, да би му Болеслав потврдио владавину областима између реке Скаве и Саквинке.

### Реформе
Болеслав је током своје владавине саазивао државне саборе. То су били:
- Сабор у Чаборзу (16. маја 1245),
- Сабор у Канимуатаху (30. марта 1246),
- Сабор у Сандомјежу (14. марта 1249),
- Сабор у Кракову (25. маја 1250),
- Сабор у Чаборзу (21. јуна 1250),
- Сабор у Загушчињецу (23. јуна 1250),
- Сабор у Чаборзу (18. јуна 1254),
- Сабор у Бешову (5. септембар 1255),
- Сабор у Ленчици (1257),
- Сабор у Курову (код Сандомјежа) (7. новембра 1257), одржан да би се средиле границе између моћног феудалца Болеслава Побожног и поседа великог војводе,
- Сабор у Сандомјежу (11—13. јуна 1258),
- Сабор у Ивановицама (29. јануар 1262), на коме се склапа савез са Болеславом Побожним,
- Сабор у Данков (7. јун 1262), на коме се склапа савез са Хенриком III Белим, сином Хенрика II Побожног, и Владислав Ополски је тада, неуспешно, покушао да убеди Болеслава Стидљивог и Побожног да пређу на Бохемијску страну.
- Сабор у Кракову (16. фебруара 1271), на коме је град Једрзејов добио неке привилегије
- Сабор у Корчену (13. фебруар 1275).

Сазивао је и конгресе. То су били:
- Конгрес у Чаборзу (30. маја 1244),
- Конгрес у Бобинији (15. јула 1246),
- Конгрес у Захави (1248),
- Конгрес у Огледову (28. августа 1252),
- Конгрес у Завихосту (17—18. априла 1255),
- Конгрес у Образову (4. фебруара 1256),
- Конгрес у Корчену (2. марта 1257),
- Конгрес у Коперну (5. јун 1257),
- Конгрес у Прзедборзу (12. децембра 1260),
- Конгрес код Кракова (6. јануара/2. фебруара 1270), одржан је са Болеславом Побожним и Угарском.

### Јачање Немачког утицаја у Малопољској
За време Болеслављеве владавине није јачао немачки утицај у Пољској, али је сам Болеслав на конгесу у Коперну, 5. јуна 1257. године одлучио да Немцима дозволи да имају утицај над Краковом. После тога они су добили утицај над Новим Корчнеом 1258. године, над Скаризевом 1264. године и над Сончом пре 1273. године.

## Смрт и последице
Дана 7. децембра 1279. године умро је у Кракову остарели војвода Болеслав, а Лешку није био осигуран трон, јер је Болеслав имао сина.
Моћан племић Лав Данијелович, господар Халицког, је напао Краков, јер је желео постати нови краљ, али су Краковски бољари били јаки и нису му хтели дати земљу и изабрали су Лешка за краља, док се Лав после тога повукао.

## Породично стабло
| \| \| \| \| \| \| \| \| \| \| \| \| \| \| 16. Владислав I Херман \| \| \| \| \| \| \| \| \| \| \| \| \| \| \| \| \| \| \| \| \| \| \| \| \| \| \| \| \| \| \| \| \| \| \| \| \| \| \| \| \| \| \| \| \| \| \| \| \| \| \| \| \| \| \| \| \| \| \| \| 8. Болеслав III Кривоусти \| \| \| \| \| \| \| \| \| \| \| \| \| \| \| \| \| \| \| \| \| \| \| \| \| \| \| \| \| \| \| \| \| \| \| \| \| \| \| \| \| \| \| \| \| \| \| \| \| \| \| \| \| \| \| \| \| \| \| \| \| \| \| \| \| \| \| \| \| \| \| \| 17. Јудита од Чешке \| \| \| \| \| \| \| \| \| \| \| \| \| \| \| \| \| \| \| \| \| \| \| \| \| \| \| \| \| \| \| \| \| \| \| \| \| \| \| \| \| \| \| \| \| \| \| \| \| \| \| \| \| \| \| \| \| \| \| \| \| \| \| \| \| \| \| \| \| \| \| \| 4. Казимир II Праведни \| \| \| \| \| \| \| \| \| \| \| \| \| \| \| \| \| \| \| \| \| \| \| \| \| \| \| \| \| \| \| \| \| \| \| \| \| \| \| \| \| \| \| \| \| \| \| \| \| \| \| \| \| \| \| \| \| \| \| \| \| \| \| \| \| \| \| \| \| \| \| \| 18. Хајнрих, гроф од Берга \| \| \| \| \| \| \| \| \| \| \| \| \| \| \| \| \| \| \| \| \| \| \| \| \| \| \| \| \| \| \| \| \| \| \| \| \| \| \| \| \| \| \| \| \| \| \| \| \| \| \| \| \| \| \| \| \| \| \| \| \| \| \| \| \| \| \| \| \| \| \| \| 9. Саломеја од Берга \| \| \| \| \| \| \| \| \| \| \| \| \| \| \| \| \| \| \| \| \| \| \| \| \| \| \| \| \| \| \| \| \| \| \| \| \| \| \| \| \| \| \| \| \| \| \| \| \| \| \| \| \| \| \| \| \| \| \| \| \| \| \| \| \| \| \| \| \| \| \| \| 19. Adelaide of Mochental \| \| \| \| \| \| \| \| \| \| \| \| \| \| \| \| \| \| \| \| \| \| \| \| \| \| \| \| \| \| \| \| \| \| \| \| \| \| \| \| \| \| \| \| \| \| \| \| \| \| \| \| \| \| \| \| \| \| \| \| \| \| \| \| \| \| \| \| \| \| \| \| 2. Лешко I Бели \| \| \| \| \| \| \| \| \| \| \| \| \| \| \| \| \| \| \| \| \| \| \| \| \| \| \| \| \| \| \| \| \| \| \| \| \| \| \| \| \| \| \| \| \| \| \| \| \| \| \| \| \| \| \| \| \| \| \| \| \| \| \| \| \| \| \| \| \| \| \| \| 20. Лутолд од Знојма \| \| \| \| \| \| \| \| \| \| \| \| \| \| \| \| \| \| \| \| \| \| \| \| \| \| \| \| \| \| \| \| \| \| \| \| \| \| \| \| \| \| \| \| \| \| \| \| \| \| \| \| \| \| \| \| \| \| \| \| \| \| \| \| \| \| \| \| \| \| \| \| 10. Конрад II од Знојма \| \| \| \| \| \| \| \| \| \| \| \| \| \| \| \| \| \| \| \| \| \| \| \| \| \| \| \| \| \| \| \| \| \| \| \| \| \| \| \| \| \| \| \| \| \| \| \| \| \| \| \| \| \| \| \| \| \| \| \| \| \| \| \| \| \| \| \| \| \| \| \| 21. Ида од Бабенберга \| \| \| \| \| \| \| \| \| \| \| \| \| \| \| \| \| \| \| \| \| \| \| \| \| \| \| \| \| \| \| \| \| \| \| \| \| \| \| \| \| \| \| \| \| \| \| \| \| \| \| \| \| \| \| \| \| \| \| \| \| \| \| \| \| \| \| \| \| \| \| \| 5. Јелена од Знојма \| \| \| \| \| \| \| \| \| \| \| \| \| \| \| \| \| \| \| \| \| \| \| \| \| \| \| \| \| \| \| \| \| \| \| \| \| \| \| \| \| \| \| \| \| \| \| \| \| \| \| \| \| \| \| \| \| \| \| \| \| \| \| \| \| \| \| \| \| \| \| \| 22. Урош I Вукановић \| \| \| \| \| \| \| \| \| \| \| \| \| \| \| \| \| \| \| \| \| \| \| \| \| \| \| \| \| \| \| \| \| \| \| \| \| \| \| \| \| \| \| \| \| \| \| \| \| \| \| \| \| \| \| \| \| \| \| \| \| \| \| \| \| \| \| \| \| \| \| \| 11. Марија Вукановић Пшемисл \| \| \| \| \| \| \| \| \| \| \| \| \| \| \| \| \| \| \| \| \| \| \| \| \| \| \| \| \| \| \| \| \| \| \| \| \| \| \| \| \| \| \| \| \| \| \| \| \| \| \| \| \| \| \| \| \| \| \| \| \| \| \| \| \| \| \| \| \| \| \| \| 23. Ана Диогенеса \| \| \| \| \| \| \| \| \| \| \| \| \| \| \| \| \| \| \| \| \| \| \| \| \| \| \| \| \| \| \| \| \| \| \| \| \| \| \| \| \| \| \| \| \| \| \| \| \| \| \| \| \| \| \| \| \| \| \| \| \| \| \| \| \| \| \| \| \| \| \| \| 1. Болеслав V Стидљиви \| \| \| \| \| \| \| \| \| \| \| \| \| \| \| \| \| \| \| \| \| \| \| \| \| \| \| \| \| \| \| \| \| \| \| \| \| \| \| \| \| \| \| \| \| \| \| \| \| \| \| \| \| \| \| \| \| \| \| \| \| \| \| \| \| \| \| \| \| \| \| \| 24. Изјаслав II Кијевски \| \| \| \| \| \| \| \| \| \| \| \| \| \| \| \| \| \| \| \| \| \| \| \| \| \| \| \| \| \| \| \| \| \| \| \| \| \| \| \| \| \| \| \| \| \| \| \| \| \| \| \| \| \| \| \| \| \| \| \| \| \| \| \| \| \| \| \| \| \| \| \| 12. Јарослав II Кијевски \| \| \| \| \| \| \| \| \| \| \| \| \| \| \| \| \| \| \| \| \| \| \| \| \| \| \| \| \| \| \| \| \| \| \| \| \| \| \| \| \| \| \| \| \| \| \| \| \| \| \| \| \| \| \| \| \| \| \| \| \| \| \| \| \| \| \| \| \| \| \| \| 25. Liubava of Hohenstaufen \| \| \| \| \| \| \| \| \| \| \| \| \| \| \| \| \| \| \| \| \| \| \| \| \| \| \| \| \| \| \| \| \| \| \| \| \| \| \| \| \| \| \| \| \| \| \| \| \| \| \| \| \| \| \| \| \| \| \| \| \| \| \| \| \| \| \| \| \| \| \| \| 6. Ingvar of Kiev \| \| \| \| \| \| \| \| \| \| \| \| \| \| \| \| \| \| \| \| \| \| \| \| \| \| \| \| \| \| \| \| \| \| \| \| \| \| \| \| \| \| \| \| \| \| \| \| \| \| \| \| \| \| \| \| \| \| \| \| \| \| \| \| \| \| \| \| \| \| \| \| 26. Владислав II Пшемисл \| \| \| \| \| \| \| \| \| \| \| \| \| \| \| \| \| \| \| \| \| \| \| \| \| \| \| \| \| \| \| \| \| \| \| \| \| \| \| \| \| \| \| \| \| \| \| \| \| \| \| \| \| \| \| \| \| \| \| \| \| \| \| \| \| \| \| \| \| \| \| \| 13. a Przemyslid princess, sometimes called Richeza \| \| \| \| \| \| \| \| \| \| \| \| \| \| \| \| \| \| \| \| \| \| \| \| \| \| \| \| \| \| \| \| \| \| \| \| \| \| \| \| \| \| \| \| \| \| \| \| \| \| \| \| \| \| \| \| \| \| \| \| \| \| \| \| \| \| \| \| \| \| \| \| 27. Гертруда од Бабенберга \| \| \| \| \| \| \| \| \| \| \| \| \| \| \| \| \| \| \| \| \| \| \| \| \| \| \| \| \| \| \| \| \| \| \| \| \| \| \| \| \| \| \| \| \| \| \| \| \| \| \| \| \| \| \| \| \| \| \| \| \| \| \| \| \| \| \| \| \| \| \| \| 3. Гремислава од Луцка \| \| \| \| \| \| \| \| \| \| \| \| \| \| \| \| \| \| \| \| \| \| \| \| \| \| \| \| \| \| \| \| \| \| \| \| \| \| \| \| \| \| \| \| \| \| \| \| \| \| \| \| |                                                     |  |  |  |  |  |  |  |  |  |  |  |                        |  |  |  |
| |                                                     |  |  |  |  |  |  |  |  |  |  |  | 16. Владислав I Херман |  |  |  |
| |                                                     |  |  |  |  |  |  |  |  |  |  |  |                        |  |  |  |
| |                                                     |  |  |  |  |  |  |  |  |  |  |  |                        |  |  |  |
| |                                                     |  |  |  |  |  |  |  |  |  |  |  |                        |  |  |  |
| | 8. Болеслав III Кривоусти                           |  |  |  |  |  |  |  |  |  |  |  |                        |  |  |  |
| |                                                     |  |  |  |  |  |  |  |  |  |  |  |                        |  |  |  |
| |                                                     |  |  |  |  |  |  |  |  |  |  |  |                        |  |  |  |
| |                                                     |  |  |  |  |  |  |  |  |  |  |  |                        |  |  |  |
| | 17. Јудита од Чешке                                 |  |  |  |  |  |  |  |  |  |  |  |                        |  |  |  |
| |                                                     |  |  |  |  |  |  |  |  |  |  |  |                        |  |  |  |
| |                                                     |  |  |  |  |  |  |  |  |  |  |  |                        |  |  |  |
| |                                                     |  |  |  |  |  |  |  |  |  |  |  |                        |  |  |  |
| | 4. Казимир II Праведни                              |  |  |  |  |  |  |  |  |  |  |  |                        |  |  |  |
| |                                                     |  |  |  |  |  |  |  |  |  |  |  |                        |  |  |  |
| |                                                     |  |  |  |  |  |  |  |  |  |  |  |                        |  |  |  |
| |                                                     |  |  |  |  |  |  |  |  |  |  |  |                        |  |  |  |
| | 18. Хајнрих, гроф од Берга                          |  |  |  |  |  |  |  |  |  |  |  |                        |  |  |  |
| |                                                     |  |  |  |  |  |  |  |  |  |  |  |                        |  |  |  |
| |                                                     |  |  |  |  |  |  |  |  |  |  |  |                        |  |  |  |
| |                                                     |  |  |  |  |  |  |  |  |  |  |  |                        |  |  |  |
| | 9. Саломеја од Берга                                |  |  |  |  |  |  |  |  |  |  |  |                        |  |  |  |
| |                                                     |  |  |  |  |  |  |  |  |  |  |  |                        |  |  |  |
| |                                                     |  |  |  |  |  |  |  |  |  |  |  |                        |  |  |  |
| |                                                     |  |  |  |  |  |  |  |  |  |  |  |                        |  |  |  |
| | 19. Adelaide of Mochental                           |  |  |  |  |  |  |  |  |  |  |  |                        |  |  |  |
| |                                                     |  |  |  |  |  |  |  |  |  |  |  |                        |  |  |  |
| |                                                     |  |  |  |  |  |  |  |  |  |  |  |                        |  |  |  |
| |                                                     |  |  |  |  |  |  |  |  |  |  |  |                        |  |  |  |
| | 2. Лешко I Бели                                     |  |  |  |  |  |  |  |  |  |  |  |                        |  |  |  |
| |                                                     |  |  |  |  |  |  |  |  |  |  |  |                        |  |  |  |
| |                                                     |  |  |  |  |  |  |  |  |  |  |  |                        |  |  |  |
| |                                                     |  |  |  |  |  |  |  |  |  |  |  |                        |  |  |  |
| | 20. Лутолд од Знојма                                |  |  |  |  |  |  |  |  |  |  |  |                        |  |  |  |
| |                                                     |  |  |  |  |  |  |  |  |  |  |  |                        |  |  |  |
| |                                                     |  |  |  |  |  |  |  |  |  |  |  |                        |  |  |  |
| |                                                     |  |  |  |  |  |  |  |  |  |  |  |                        |  |  |  |
| | 10. Конрад II од Знојма                             |  |  |  |  |  |  |  |  |  |  |  |                        |  |  |  |
| |                                                     |  |  |  |  |  |  |  |  |  |  |  |                        |  |  |  |
| |                                                     |  |  |  |  |  |  |  |  |  |  |  |                        |  |  |  |
| |                                                     |  |  |  |  |  |  |  |  |  |  |  |                        |  |  |  |
| | 21. Ида од Бабенберга                               |  |  |  |  |  |  |  |  |  |  |  |                        |  |  |  |
| |                                                     |  |  |  |  |  |  |  |  |  |  |  |                        |  |  |  |
| |                                                     |  |  |  |  |  |  |  |  |  |  |  |                        |  |  |  |
| |                                                     |  |  |  |  |  |  |  |  |  |  |  |                        |  |  |  |
| | 5. Јелена од Знојма                                 |  |  |  |  |  |  |  |  |  |  |  |                        |  |  |  |
| |                                                     |  |  |  |  |  |  |  |  |  |  |  |                        |  |  |  |
| |                                                     |  |  |  |  |  |  |  |  |  |  |  |                        |  |  |  |
| |                                                     |  |  |  |  |  |  |  |  |  |  |  |                        |  |  |  |
| | 22. Урош I Вукановић                                |  |  |  |  |  |  |  |  |  |  |  |                        |  |  |  |
| |                                                     |  |  |  |  |  |  |  |  |  |  |  |                        |  |  |  |
| |                                                     |  |  |  |  |  |  |  |  |  |  |  |                        |  |  |  |
| |                                                     |  |  |  |  |  |  |  |  |  |  |  |                        |  |  |  |
| | 11. Марија Вукановић Пшемисл                        |  |  |  |  |  |  |  |  |  |  |  |                        |  |  |  |
| |                                                     |  |  |  |  |  |  |  |  |  |  |  |                        |  |  |  |
| |                                                     |  |  |  |  |  |  |  |  |  |  |  |                        |  |  |  |
| |                                                     |  |  |  |  |  |  |  |  |  |  |  |                        |  |  |  |
| | 23. Ана Диогенеса                                   |  |  |  |  |  |  |  |  |  |  |  |                        |  |  |  |
| |                                                     |  |  |  |  |  |  |  |  |  |  |  |                        |  |  |  |
| |                                                     |  |  |  |  |  |  |  |  |  |  |  |                        |  |  |  |
| |                                                     |  |  |  |  |  |  |  |  |  |  |  |                        |  |  |  |
| | 1. Болеслав V Стидљиви                              |  |  |  |  |  |  |  |  |  |  |  |                        |  |  |  |
| |                                                     |  |  |  |  |  |  |  |  |  |  |  |                        |  |  |  |
| |                                                     |  |  |  |  |  |  |  |  |  |  |  |                        |  |  |  |
| |                                                     |  |  |  |  |  |  |  |  |  |  |  |                        |  |  |  |
| | 24. Изјаслав II Кијевски                            |  |  |  |  |  |  |  |  |  |  |  |                        |  |  |  |
| |                                                     |  |  |  |  |  |  |  |  |  |  |  |                        |  |  |  |
| |                                                     |  |  |  |  |  |  |  |  |  |  |  |                        |  |  |  |
| |                                                     |  |  |  |  |  |  |  |  |  |  |  |                        |  |  |  |
| | 12. Јарослав II Кијевски                            |  |  |  |  |  |  |  |  |  |  |  |                        |  |  |  |
| |                                                     |  |  |  |  |  |  |  |  |  |  |  |                        |  |  |  |
| |                                                     |  |  |  |  |  |  |  |  |  |  |  |                        |  |  |  |
| |                                                     |  |  |  |  |  |  |  |  |  |  |  |                        |  |  |  |
| | 25. Liubava of Hohenstaufen                         |  |  |  |  |  |  |  |  |  |  |  |                        |  |  |  |
| |                                                     |  |  |  |  |  |  |  |  |  |  |  |                        |  |  |  |
| |                                                     |  |  |  |  |  |  |  |  |  |  |  |                        |  |  |  |
| |                                                     |  |  |  |  |  |  |  |  |  |  |  |                        |  |  |  |
| | 6. Ingvar of Kiev                                   |  |  |  |  |  |  |  |  |  |  |  |                        |  |  |  |
| |                                                     |  |  |  |  |  |  |  |  |  |  |  |                        |  |  |  |
| |                                                     |  |  |  |  |  |  |  |  |  |  |  |                        |  |  |  |
| |                                                     |  |  |  |  |  |  |  |  |  |  |  |                        |  |  |  |
| | 26. Владислав II Пшемисл                            |  |  |  |  |  |  |  |  |  |  |  |                        |  |  |  |
| |                                                     |  |  |  |  |  |  |  |  |  |  |  |                        |  |  |  |
| |                                                     |  |  |  |  |  |  |  |  |  |  |  |                        |  |  |  |
| |                                                     |  |  |  |  |  |  |  |  |  |  |  |                        |  |  |  |
| | 13. a Przemyslid princess, sometimes called Richeza |  |  |  |  |  |  |  |  |  |  |  |                        |  |  |  |
| |                                                     |  |  |  |  |  |  |  |  |  |  |  |                        |  |  |  |
| |                                                     |  |  |  |  |  |  |  |  |  |  |  |                        |  |  |  |
| |                                                     |  |  |  |  |  |  |  |  |  |  |  |                        |  |  |  |
| | 27. Гертруда од Бабенберга                          |  |  |  |  |  |  |  |  |  |  |  |                        |  |  |  |
| |                                                     |  |  |  |  |  |  |  |  |  |  |  |                        |  |  |  |
| |                                                     |  |  |  |  |  |  |  |  |  |  |  |                        |  |  |  |
| |                                                     |  |  |  |  |  |  |  |  |  |  |  |                        |  |  |  |
| | 3. Гремислава од Луцка                              |  |  |  |  |  |  |  |  |  |  |  |                        |  |  |  |
| |                                                     |  |  |  |  |  |  |  |  |  |  |  |                        |  |  |  |
| |                                                     |  |  |  |  |  |  |  |  |  |  |  |                        |  |  |  |